# أربعطاش غير درج، أوان تونس
أربعطاش غير درج، أوان تونس  (وتعني أربعة عشر إلا خمس دقائق، أوان تونس)، هو معرض فني تونسي نظم نتيجة شراكة بين العام والخاص بين عدة مؤسسات تونسية وأجنبية، وذلك في إطار إحياء الذكرى الثامنة للثورة التونسية في 2019.

## التقديم والتاريخ
يقام هذا المعرض بين 14 يناير و31 مارس 2019 في المتحف الوطني بباردو، ثم سيعرض بمخلتف مناطق الجمهورية إلى جانب نسخة خاصة ستعرض بمتحف حضارات أوروبا والمتوسط بمدينة مرسيليا الفرنسية، قبل أن يستقر ليصبح معرض دائم وقار في قصر السعيد بالعاصمة. يهدف المعرض إلى رقمنة الثورة التونسية وحفظ ذاكرتها وتوثيقها.

يضم المعرض ثلاثة أقسام كبرى: الأول عنوانه «تحت الرماد اللهيب» (الفترة التي سبقت أحداث الثورة ومهدت لقيامها)، والقسم الثاني مخصص للأيام ال29 الحاسمة للثورة بين 17 ديسمبر 2010 و14 يناير 2011، أما القسم الثالث فيوثق للأحداث التي تلت 14 يناير إلى غاية مايو 2011. 

بدأ العمل على هذا المعرض منذ 2016 بتمويل من وزارة الشؤون الثقافية، وتضم قائمة المشرفين عليه كل من: مؤسسة الأرشيف الوطني التونسي ودار الكتب الوطنية ومكتب المغرب العربي للمؤسسة الأورو-متوسطية لدعم المدافعين عن حقوق الإنسان والمركز الوطني للتوثيق والمعهد العربي لحقوق الإنسان والمعهد الوطني للتراث والمعهد العالي للتوثيق بتونس والمعهد العالي لتاريخ تونس المعاصر وشبكة دستورنا والمتحف الوطني بباردو ووكالة إحياء التراث والتنمية الثقافية.